# 中国人民政治协商会议安徽省委员会
中国人民政治协商会议安徽省委员会，简称安徽省政协，是中国人民政治协商会议在安徽省的地方组织机构。

## 历届委员会

### 第一届
- 任期：1955年2月－1958年11月
- 主席：曾希圣
- 副主席：李云鹤、余亚农、陈荫南、程士范、姚克、房秩五、桂林栖（1956年6月－）、戴戟（1956年6月－）、光明甫（1957年4月－）

### 第二届
- 任期：1958年11月－1964年9月
- 主席：曾希圣 → 李葆华（1962年7月－）
- 副主席：桂林栖、余亚农、陈荫南、姚克、房秩五、戴戟、光明甫、黄耀南（1960年5月－）、吕季方（1960年5月－）、李云鹤（1962年7月－）、朱子帆（1962年7月－）

### 第三届
- 任期：1964年9月－1978年1月
- 主席：李葆华
- 副主席：张恺帆、姚克、戴戟、李云鹤、房秩五、吕季方、朱子帆

### 第四届
- 任期：1978年1月－1983年4月
- 主席：顾卓新 → 张恺帆（1980年1月－）
- 副主席：李世农、张恺帆、黄岩、桂蓬、魏建章、吴彦求、彭宗珠、钱俊瑞、刘儒林、房师亮、王中、李凡夫、王泽农、方启坤、柴登榜、孙友樵、杨家保（1980年1月－）、赵敏学（1980年1月－）、潘锷鏱（1980年1月－）、龚意农（1981年3月－）、刘正文（1981年3月－）、操震球（1981年3月－）、高鸿（1981年3月－）、陈天任（1981年3月－）、马乐庭（1981年3月－）、朱农（1982年3月－）、胡锡光（1982年3月－）、方向明（1982年3月－）

### 第五届
- 任期：1983年4月－1988年2月
- 主席：张恺帆 → 杨海波（1985年3月－1986年4月） → 史钧杰（1986年4月－）
- 副主席：孙宗溶、李清泉、吴彦求、房师亮、洪沛、朱农、王泽农、柴登榜、孙友樵、潘锷鏱、郑家琪、操震球、陈天任、赖少其、马乐庭、丁继哲（1985年3月－）、光仁洪（1985年3月－）、滕茂桐（1985年3月－）、李继祥（1986年4月－）、孟亦奇（1986年4月－）

### 第六届
- 任期：1988年2月－1993年2月
- 主席：史钧杰
- 副主席：徐乐义、马乐庭、王泽农、刘一平、光仁洪、孙友樵、孟亦奇、滕茂桐、潘锷鏱、操震球、赵怀寿（1989年4月－）、李明俊（1992年3月－）

### 第七届
- 任期：1993年2月－1998年1月
- 主席：史钧杰（－1996年2月） → 卢荣景（1996年2月－）
- 副主席：龙念、汪涉云、钱景仁、岳书仓、李明俊、荣广宏、宋明、徐荣楠、吴东之、许学受、张润霞（1997年2月－）、秦德文（1997年2月－）

### 第八届
- 任期：1998年1月－2003年1月
- 主席：卢荣景
- 副主席：杜诚、张润霞、季家宏、岳书仓、秦德文、陈心昭、方兆本、俞祖彭、王鹤龄

### 第九届
- 任期：2003年1月－2008年1月
- 主席：方兆祥
- 副主席：秦德文、卢家丰、陈心昭、方兆本、俞祖彭、王鹤龄、战秋萍、郑牧民、赵培根、刘光复

### 第十届
- 任期：2008年1月－2013年1月
- 主席：杨多良
- 副主席：田维谦、郑牧民、方兆本、王鹤龄、刘光复、张学平、李宏塔、赵韩
- 秘书长：白泰平

### 第十一届
- 任期：2013年1月－2018年1月
- 主席：王明方
- 副主席：王秀芳、张学平、赵韩、李卫华、夏涛、韩先聪、童怀伟、李修松、牛立文
- 秘书长：王启敏

### 第十二届
- 任期：2018年1月－2023年1月
- 主席：张昌尔（－2022年1月） → 唐良智（2022年1月－）
- 副主席：夏涛、李修松、牛立文、肖超英、韩军、孙丽芳、郑宏、李和平、郑永飞、刘莉（2020年1月－）、姚玉舟（2020年1月－）、邓向阳（2021年1月－）、孙云飞（2022年1月－）
- 秘书长：车敦安

### 第十三届
- 任期：2023年1月－
- 主席：唐良智
- 副主席：孙云飞、周喜安、郑宏、李和平、郑永飞、张祥安、陶仪声、马传喜、陈舜（2024年1月－）、罗平（2024年1月－）、张西明（2025年1月－）、虞爱华（2025年1月－）
- 秘书长：张岳峰